# Casa Rinconada
La Casa Rinconada est une ruine anasazie du comté de San Juan, dans le Nouveau-Mexique, aux États-Unis. Elle est protégée au sein du Chaco Culture National Historical Park.